# Archives départementales de Seine-et-Marne
Les archives départementales de Seine-et-Marne sont un service du conseil départemental de Seine-et-Marne, chargé de collecter les archives, de les classer, les conserver et les mettre à la disposition du public. L'institution est installée à Dammarie-lès-Lys. 
Le directeur actuel est Joseph Schmauch (d).

## Histoire

### XIXe siècle
Après la création des départements en 1790, la loi du 5 brumaire de l'an V (26 octobre 1797) créé dans chaque chef-lieu un dépôt des « titres et papiers ». À Melun, les archives de la Seine-et-Marne sont d'abord installés dans le Couvent des Carmes, puis dans l'abbaye Saint-Père.
En 1890, le conseil général décide de construire un bâtiment dédié aux archives, toujours au sein de l'abbaye. Le chantier est confié à l'architecte Léon Majoux. Achevé en 1893, le nouveau bâtiment est pourvu d'une salle de lecture, qui permet enfin de rendre les archives accessibles au public. 
Face à l'accroissement des archives conservées, une extension du bâtiment est construite en 1965. Malgré l'adjonction de deux centres de pré-archivages en 1973 et 1976, la surface disponible ne suffit plus à assurer la conservation des documents, aussi la construction d'un nouveau bâtiment à Dammarie-lès-Lys est décidée en 1984. 
Le cabinet « ADM Architectes » remporte le marché. Démarrés en 1988, les travaux aboutissent en 1990 et le nouveau site des archives départementales est inauguré le 19 octobre 1990.

## Locaux
Le site actuel est composé de deux zones. Les archives sont conservées dans 40 magasins répartis sur 10 niveaux, totalisant 50 000 mètres linéraires de rayonnages. L'accueil du public est assuré dans la partie horizontales du bâtiment. La salle de lecture dispose de 80 places. S'y adjoint une salle polyvalente et un auditorium de 77 places. 

## Fonds d'archives
Les archives sont classées selon le cadre de classement des archives départementales de 1998.
- Archives publiques :
  - Archives de l'Ancien Régime (avant Révolution) ;
  - Archives de l'époque Révolutionnaire (1790-1800), et notamment des districts révolutionnaires ;
  - Archives modernes (1800-1940) ;
  - Archives contemporaines (depuis le 10 juillet 1940).
- Archives privées (toutes périodes)
- Bibliothèque administrative et historique

## Pour approfondir